# Dimitrie Ivanov
Dimitrie Ivanov (Sfântu Gheorghe, 24 de septiembre de 1944-1998) fue un deportista rumano que compitió en piragüismo en la modalidad de aguas tranquilas.
Participó en los Juegos Olímpicos de México 1968, obteniendo una medalla de plata en la prueba de K4 1000 m. Ganó dos medallas en el Campeonato Mundial de Piragüismo en los años 1966 y 1971.

## Palmarés internacional
| Juegos Olímpicos   | Juegos Olímpicos          | Juegos Olímpicos | Juegos Olímpicos |
| Año                | Lugar                     | Medalla          | Evento           |
| ------------------ | ------------------------- | ---------------- | ---------------- |
| 1968               | Ciudad de México (México) | Medalla de plata | K4 1000 m        |
| Campeonato Mundial |                           |                  |                  |
| Año                | Lugar                     | Medalla          | Evento           |
| 1966               | Berlín Oriental (RDA)     | Medalla de oro   | K4 1000 m        |
| 1971               | Belgrado (Yugoslavia)     | Medalla de plata | K1 4 × 500 m     |